# Die lebende Tote
Die lebende Tote ist ein deutsches Stummfilmdrama aus dem Jahre 1919 von Rudolf Biebrach mit Henny Porten in der Titelrolle.

## Handlung
Eva ist mit dem um einiges älteren Professor von Redlich verheiratet und hat eine Tochter mit ihm, die sie sehr liebt. Jedoch fühlt sie sich in der Ehe nicht ausgefüllt. Eines Tages begegnet sie einem alten Freund von früher, dem Adeligen von der Tann, wieder. Dieser hat noch immer ein Auge auf Eva geworfen und will sie unbedingt zurückgewinnen. Schließlich gibt sie seinem Werben nach, und beide verbringen eines Liebesnacht. Ihrem Mann sagt sie, dass sie mit dem Zug zu ihrer Schwester reisen werde. Doch nicht sie nimmt den Nachtzug, sondern ihre Zofe Brigitte, während Eva plant, mit dem Frühzug am folgenden Morgen nachzukommen. Als der Zug bei einem schrecklichen Unglück aus den Gleisen springt und es viele Tote gibt, glaubt man auch Eva unter den Verunglückten.
Eva ist im Zweifel darüber, was sie jetzt tun soll. Soll sie die Lüge zugeben, dann gerät sie in Erklärungsnot. Oder sie hält an ihrer Aussage fest, dann bleibt ihr eine Rückkehr in ihr altes Leben versagt. Frau von Redlich entscheidet sich dafür, unredlich zu sein und kehrt nicht mehr zu ihrer Familie zurück. Stattdessen sieht sie in dieser verzwickten Situation auch die Chance für ein neues Glück, und so beschließt sie, Schauspielerin zu werden. Der Ruhm am Varieté ist jedoch nur ein schwacher Ersatz dafür, angesichts ihrer fatalen Entscheidung ihr Kind nie mehr sehen zu dürfen. In Momenten tiefster innerer Einsamkeit beginnt Eva Kokain zu schnupfen. Von der Tann bietet ihr noch mehr von den Drogen an, sollte sie ihm eine weitere Liebesnacht schenken. Erst jetzt erkennt Eva, wie tief sie gesunken ist und nimmt sich mit einer Überdosis das Leben.

## Produktionsnotizen
Die lebende Tote entstand Mitte 1919, passierte die Filmzensur im August desselben Jahres und wurde am 29. August 1919 im Berliner Mozartsaal uraufgeführt. Der Film besaß fünf Akte, verteilt auf eine Länge von 1564 Meter. Ein Jugendverbot wurde ausgesprochen. In Österreich war Die lebende Tote seit dem 7. November 1919 zu sehen.
Die Filmbauten stammen von Jack Winter und Kurt Dürnhöfer.

## Kritiken
„Der Anfang etwas konventionell wie das übliche Gesellschaftsdrama — dann aber in guter Steigerung den eigentlichen Sensationen des Stückes zustrebend. Zunächst ein Eisenbahnunglück mit großer Komparserie und starker Regiekunst dargestellt, dann sehr wirkungsvoll lebende Bilder, für Henny Porten beste Gelegenheit, ihre Anmut, ihre Schönheit der Ruhe im Gegensatz zur Bewegung zu zeigen. Schließlich das Eintauchen in Kokainträume, in denen zuletzt das Leiden der ‚lebenden Toten‘ versinkt und verlöscht. […] Was diesem Film aber besondere Reize verleiht ist das mustergültige Spiel von Henny Porten. Miene und Haltung stets im Rahmen der Handlung, niemals grell, immer durchdacht und abgewogen und doch, wiederum, keineswegs künstlich. […] Ihre Partner Paul Bildt und Carl Ebert gaben ebenfalls angenehme und vornehme Leistungen.“

Paimann’s Filmlisten resümierte: „Stoff, Spiel, Photos und besonders die Szenerie mit den prachtvollen lebenden Bildern ausgezeichnet. (Ein Schlager I.  Ranges)“